# Cuirassat Yamato
El cuirassat Yamato (大和, nom d'una antiga província japonesa, i de tot el país en japonès arcaic) va ser el més gran vaixell de guerra de la Marina Imperial Japonesa durant la Segona Guerra Mundial, juntament amb els seus bessons, el Musashi i el Shinano, tot i que aquest darrer finalment va ser avarat com a portaavions. Desplaçava fins a 65.027 tones en buit, de les quals 21.266 eren de blindatge, i fins a 72.800 tones en plena càrrega. Tenia una longitud de 256 m a la línia de flotació i de 263 m en total. Portava les peces d'artilleria naval mes grosses mai construïdes, amb un calibre de 46 cm (18,1 polzades), capaces d'arribar a objectius situats a més de 40 km de distància.

## Història
Va ser construït amb el màxim secret, en un dic sec amb cobert un entramat que n'impedia la visió des de l'exterior. Es van desviar diverses partides econòmiques per a la construcció per cridar el menys possible l'atenció sobre l'enorme despesa monetària i de materials necessaris. Fins i tot van amagar el veritable calibre dels canons d'una manera tan efectiva que fins després de la guerra va ser un secret només conegut per la Marina Imperial.
Membre de la flota que va lluitar a Midway, no va desenvolupar-hi cap paper; en canvi, sí que ho feu al golf de Leyte, on aconseguí danyar un portaavions d'escorta (l'USS Gambier Bay), però va restar la major part del temps a l'atol de Truk, a l'espera d'una batalla decisiva que mai no tingué lloc.
Va ser vaixell insígnia de la Flota Combinada de l'almirall Yamamoto, en substitució del Nagato, durant un any, fins que fou substituït pel Musashi. Prèviament al seu enfonsament, va ser atacat pel submarí USS Skate, quan danys moderats que van trigar mesos en ser completament reparats, i fou també víctima d'un parell d'atacs aeris dels quals sortí amb danys lleugers.

### El final delYamato
Un vaixell com el Yamato no podia acabar la guerra incòlume i, per tant, l'alt comandament japonès decidí donar-li un final noble, com corresponia a l'orgull de la Flota Combinada Japonesa i va decidir que sortís cap a Okinawa per atacar directament la flota de desembarcament americana (Operació Ten-Gō). La idea bàsica era atacar la flota, i en cas de danys o de sobreviure a una primera trobada, embarrancar prop de la platja per convertir-se en una bateria costanera. Però la sortida va ser autènticament suïcida; en aquell moment, era acompanyat pel creuer lleuger Yahagi i per vuit destructors (els destructors Isokaze, Hamakaze i Yukikaze de la 17a Divisió de Destructors, l'Asashimo, el Kasumi i el Hatsushimo de la 21a, i el Fuyutsuki i el Suzutsuki de la 41a).
La sortida va ser immediatament detectada pels submarins americans USS Threadfin i USS Hackleback, i cap al migdia, 386 avions (180 caces, 75 bombarders en picat i 131 torpediners) van ser enviats a interceptar-lo quan encara li faltaven 200 km per arribar al seu destí a Okinawa. Va ser atacat en tres onades successives, i va rebre vuit impactes de bomba i deu torpedes en un combat de gairebé dues hores. A la coberta, la carnisseria feta entre els tripulants que operaven les peces antiaèries va ser terrorífica. Un persistent incendi al peu de la peça d'artilleria de 155 mm de popa es va fer visible als darrers instants del Yamato.
El Yamato emprà el sistema de contrainundació per adritzar la nau, però la concentració d'impactes de torpede a babord va obrir diversos esvorancs al buc, i el vaixell va coemnçar a inclinar-se lentament a babord, sense que els mecanismes de compensació poguessin mantenir-lo. Hi va haver moments en què va arribar a assolir una inclinació de 45°, llençant al mar tot el que hi havia a coberta, virant moments després, i començant a enfonsar-se ja cap per avall. Poc després hi hagué una formidable detonació als magatzems de munició de la torreta número 2, que va partir en dos la nau a causa de l'enorme explosió.
Hi van morir 2.475 membres de la tripulació, inclòs el capità, contraalmirall Kosaku Ariga. Els quatre destructors supervivents de la flota (Yukikaze, Hatsushimo, Fuyutsuki i Suzutsuki) van rescatar 269 mariners.

## Innovacions tècniques

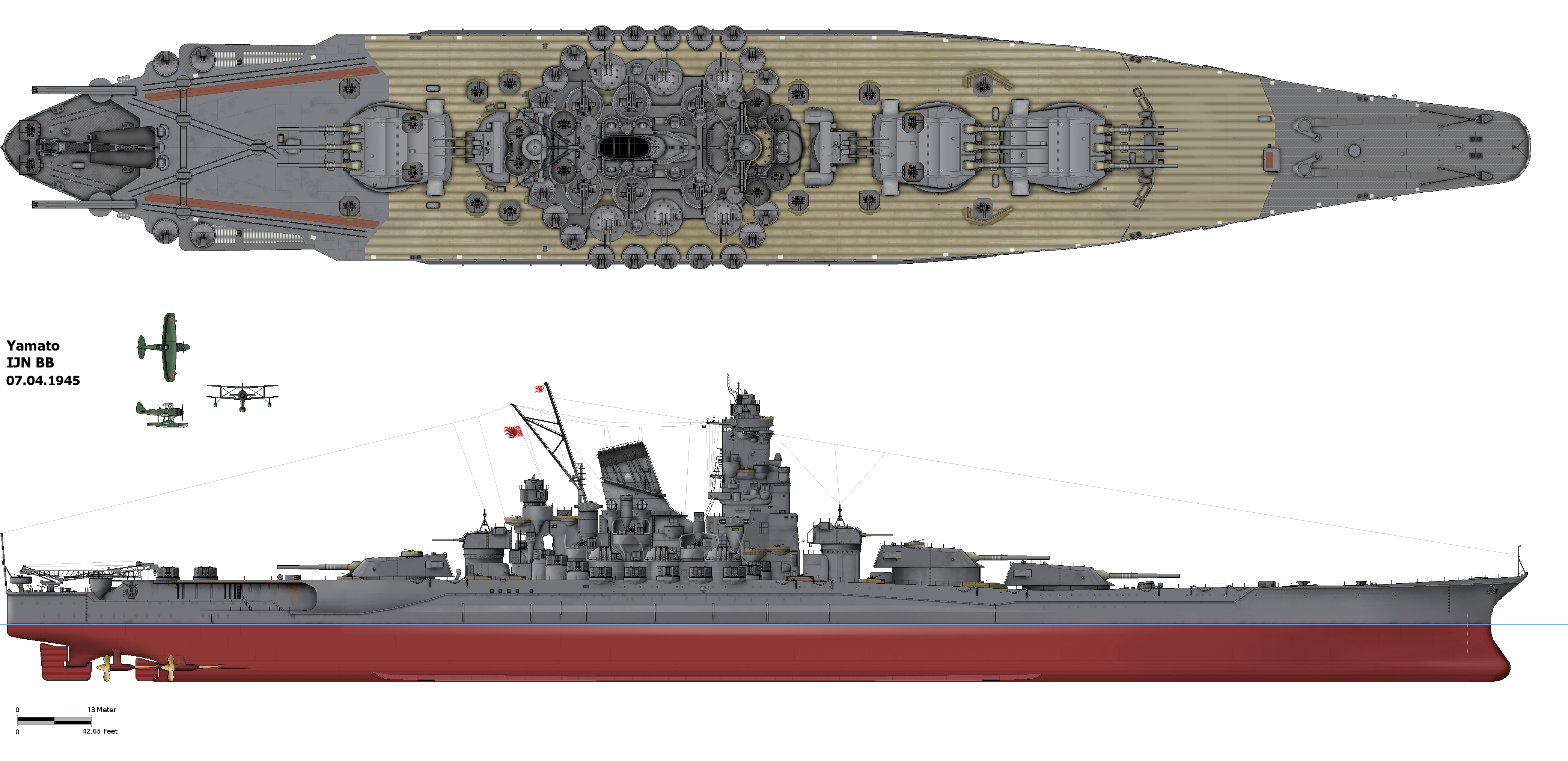
Reproducció de les vistes del cuirassat Yamato, configuració del 7 d'abril de 1945.

A més de portar l'enginyeria naval al seu màxim exponent, la nau insígnia de la classe Yamato incloïa una sèrie de característiques que el feien encara més destacable, com un sistema d'inundació selectiva de compartiments que li permetia compensar qualsevol esvoranc al buc (lògicament, amb una lleugera inclinació i fins a certs límits). Una altra innovació era el sistema d'aire condicionat, disponible en diverses zones de la nau (tot i que no pas per a la marineria).
Atesa la potència del seu armament principal, res no podia quedar a coberta sense arriscar-se a ser destruït o, almenys, escombrat, quan les peces de 460 mm obrien foc. Per tant, totes les posicions artilleres antiaèries estaven cobertes i blindades, i els bots salvavides estaven amagats en hangars interns a popa, des d'on podien ser llançats al mar mitjançant un sistema de rails. També els hidroavions de reconeixement comptaven amb el seu propi hangar cobert, ubicat entre els destinats als bots, des d'on eren portats a les dues catapultes de llançament, una per banda.
El seu blindatge va ser dissenyat per suportar el combat amb un altre vaixell que portés unes peces d'artilleria del seu mateix calibre, tot i que no n'existia cap altre al món (llevat del seu bessó, el Musashi).
Al sector de popa, específicament la coberta de maniobra d'hidroavions a popa de la torreta número 3, estava completament cimentada, per a donar una major protecció a aquesta zona. El Yamato va ser, a més, objecte de constants millores de l'artilleria antiaèria.
Comptava també amb un sistema de doble timó, lliçó apresa després que al Bismarck li quedés inutilitzat, el que havia sigut la causa final de la seva pèrdua. El timó auxiliar era davant del principal, però durant les proves es demostrà que era incapaç de fer maniobrar la mole del cuirassat.

## Les restes del Yamato
Les restes jauen a uns tres-cents de fondària, i van ser explorades el 1985 i el 1999. El buc està partit en dues meitats, amb la línia de ruptura just al darrere de la primera torreta. La part de proa, d'uns 80 metres, descansa sobre la base, lleugerament inclinada a estribord, mentre que la popa està invertida. S'aprecia perfectament que de les quatre hèlices, l'externa està absent amb tot l'arbre.
Totes dues parts estan envoltades de restes metàl·liques, parts del pont, torretes antiaèries i les torretes principals, que es van deixar anar quan el vaixell es tombà.

El final del Yamato en seqüències
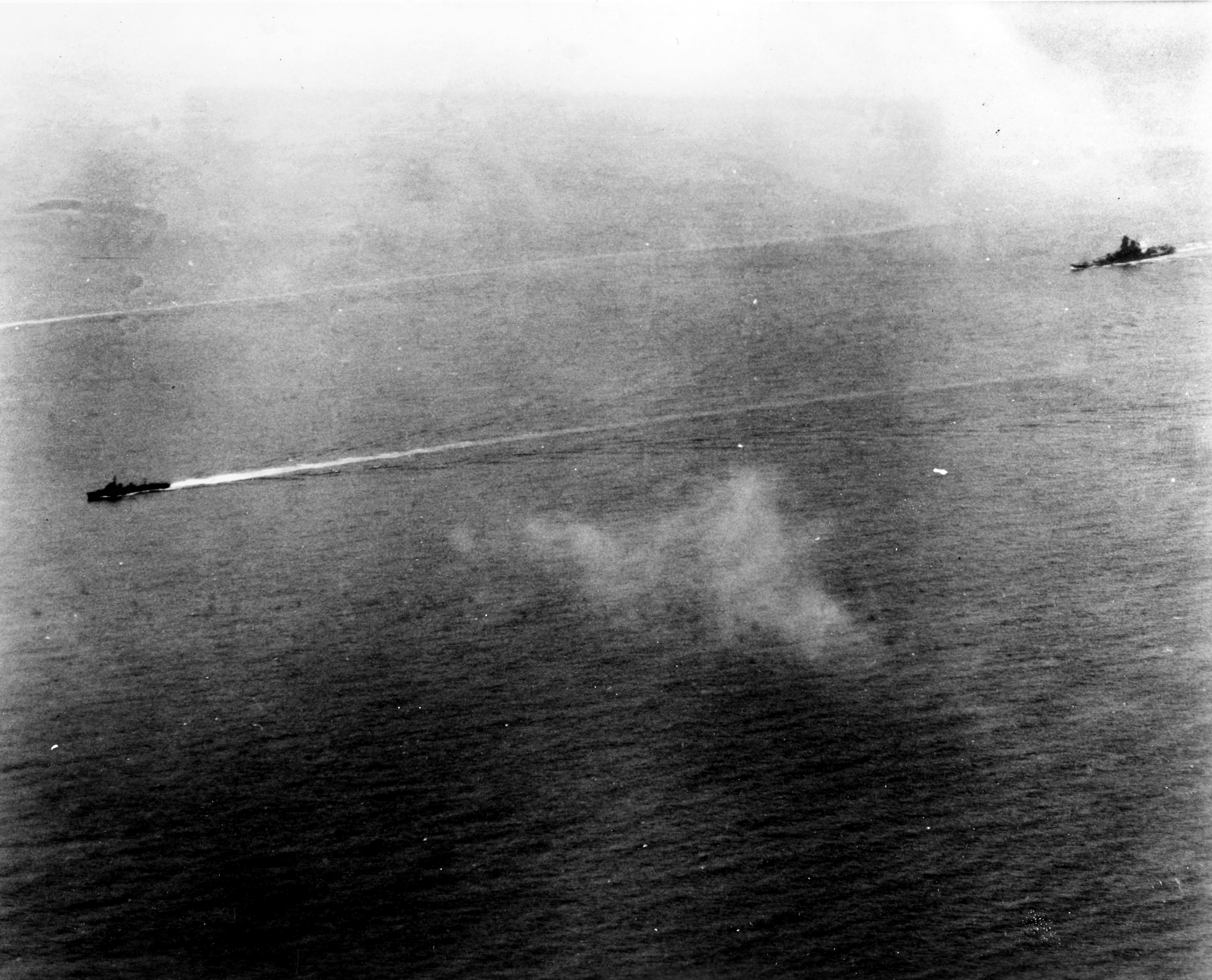
El Yamato abans del primer atac.
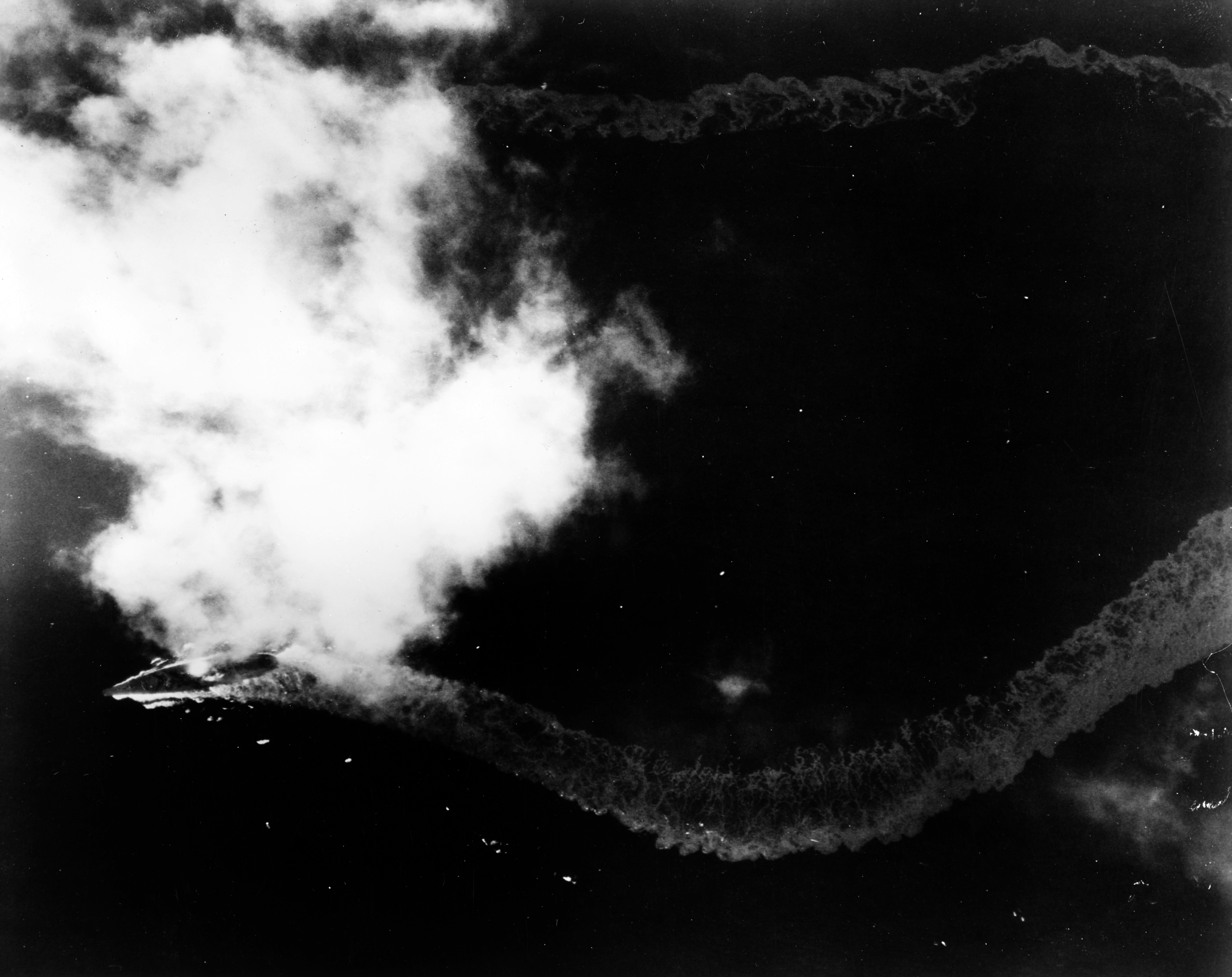
Maniobres durant l'atac.
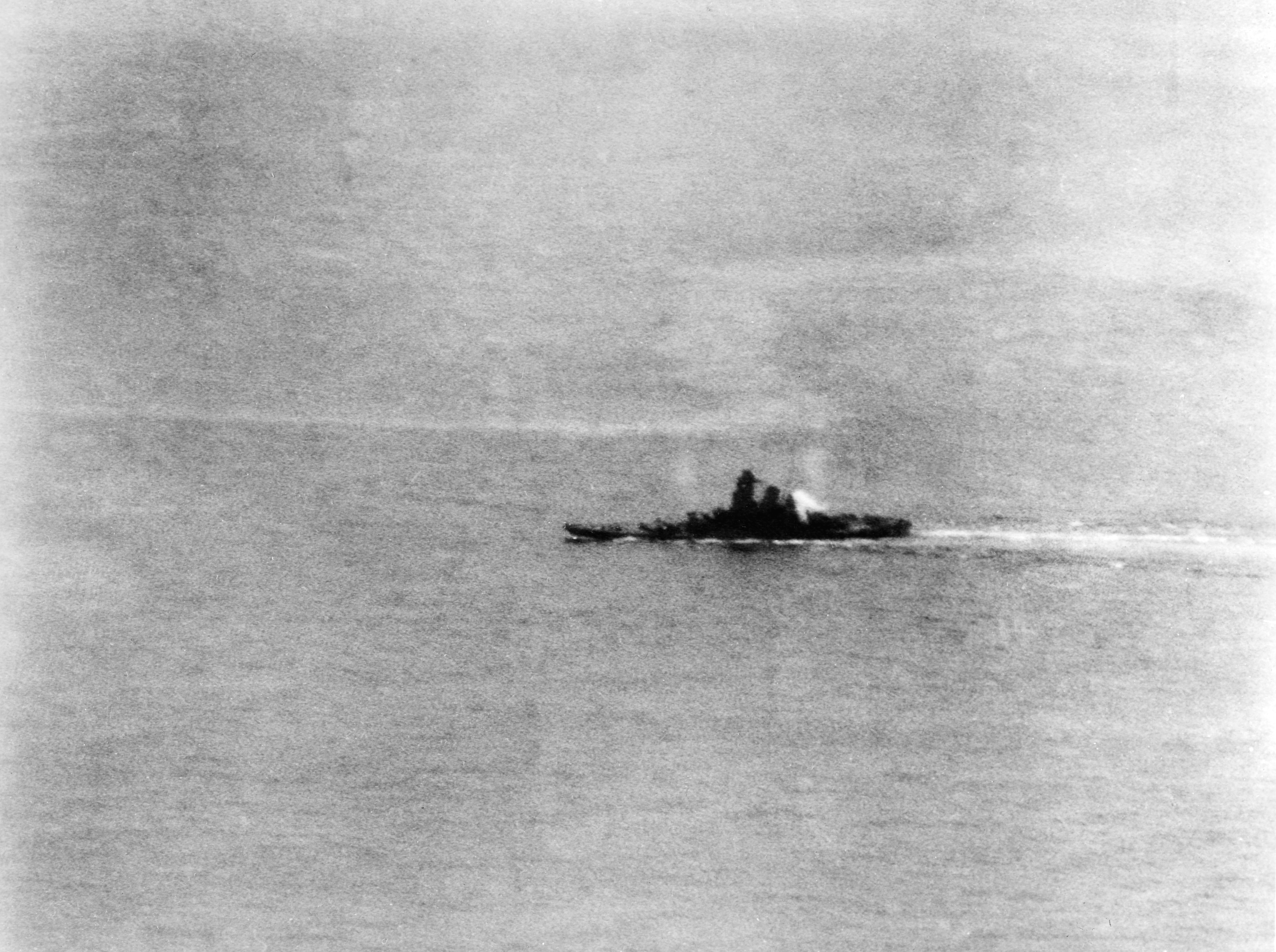
El Yamato escorat, minuts abans del final.
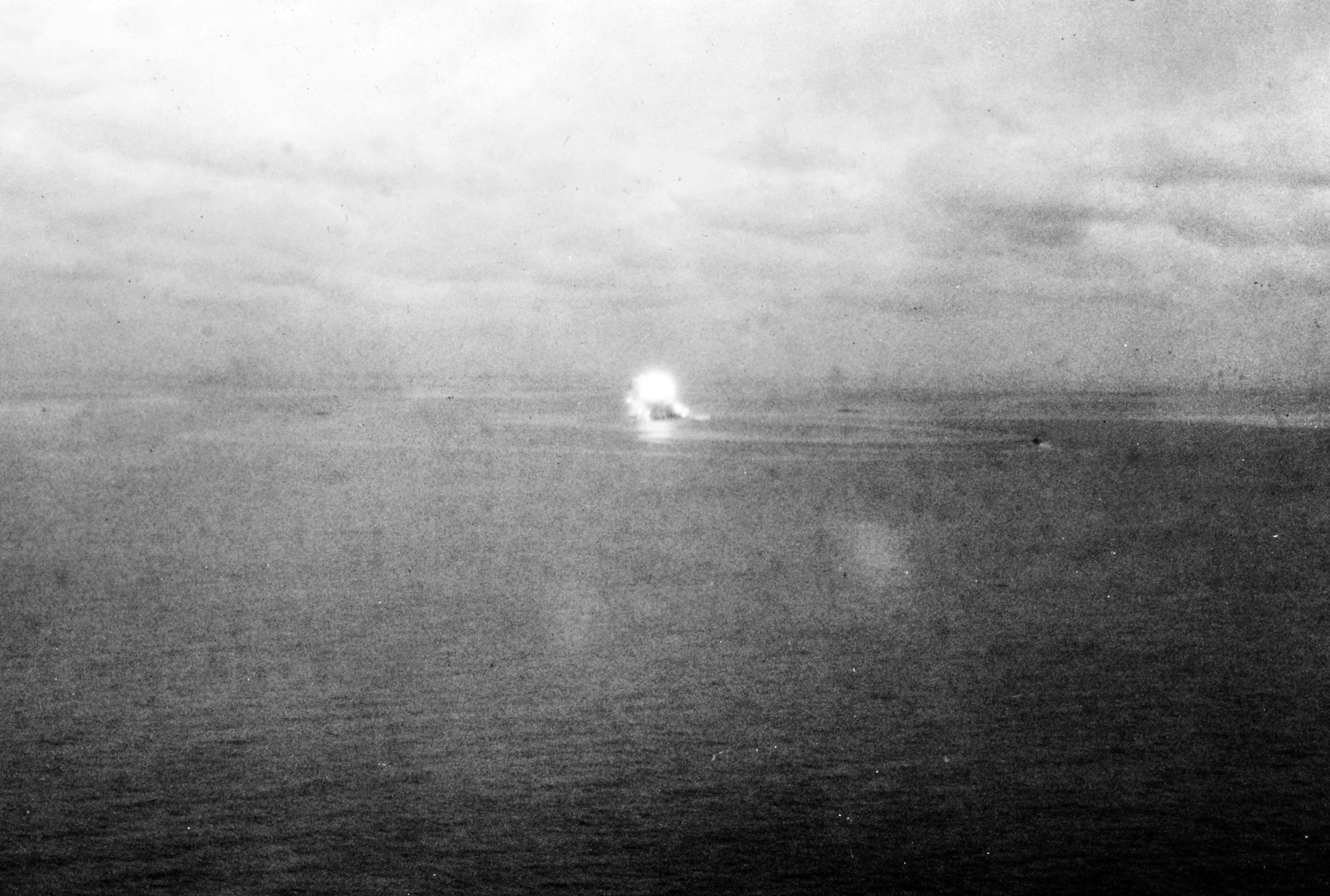
El Yamato just al moment de l'explosió.
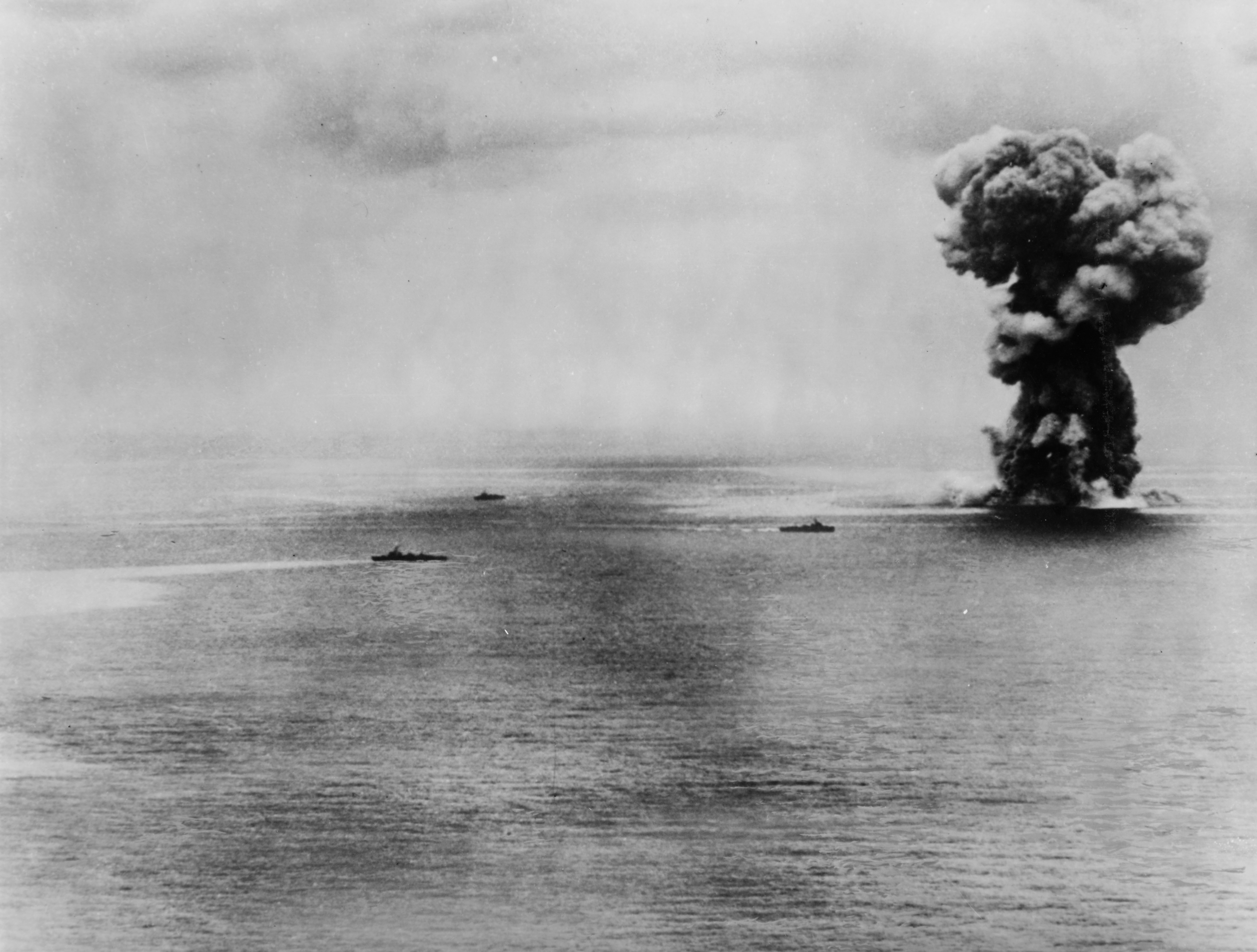
Després de l'explosió del Yamato, tres destructors resten a la vora.